# Peter Samuel, 4. Viscount Bearsted
Peter Montefiore Samuel, 4. Viscount Bearsted MC TD (* 9. Dezember 1911; † 9. Juni 1996) war ein britischer Peer und Geschäftsmann.

## Leben
Peter Samuel war der zweite Sohn von Walter Samuel, 2. Viscount Bearsted, und Dorothy Montefiore Micholls. Er besuchte das Eton College in Berkshire und studierte am New College der Universität Oxford.
Im März 1936 trat er als Offizier der Warwickshire Yeomanry in die British Army ein, diente dort während des Zweiten Weltkriegs und erreichte zuletzt den temporären Rang eines Majors. 1943 wurde er mit dem Military Cross und 1951 mit der Territorial Decoration ausgezeichnet. 
Er war von 1938 bis 1982 Direktor bei Shell Transport and Trading, unter anderem als deren Deputy Chairman. Von 1946 bis 1996 war er Direktor der Mayborn Group plc, von 1965 bis 1982 auch Deputy Chairman der Hill Samuel Group und bis 1987 einer deren Direktoren.
Beim Tod seines älteren Bruders Marcus, der keine Söhne hinterließ, erbte er 1986 dessen Adelstitel als 4. Viscount Bearsted und wurde dadurch Mitglied des House of Lords.

## Ehen und Nachkommen
In erster Ehe heiratete er am 11. Oktober 1939 Deirdre du Barry du Lavey, eine Tochter von Thomas Franklin Marshall du Lavey, von der er sich 1942 scheiden ließ. In zweiter Ehe heiratete er am 20. März 1946 Hon. Elizabeth Adelaide Cohen, eine Tochter von Lionel Cohen, Baron Cohen. In dritter Ehe heiratete er 1984 Nina Alice Hilary Hearn, eine Tochter von Reginald John Hearn.
Aus seiner zweiten Ehe hinterließ er drei Kinder:
- Hon. Sarah Virginia Samuel (* 1947);
- Nicholas Alan Samuel, 5. Viscount Bearsted (* 1950) ⚭ 1975 Caroline Jane Sacks;
- Hon. Michael John Samuel (* 1952) ⚭ 1980 Julia Aline Guinness.